# الاكمة (إب)

تعديل مصدري - تعديل

الاكمة محلة تابعة لقرية الجاشة، التابعة لعزلة ميتم بمديرية إب إحدى مديريات محافظة إب في الجمهورية اليمنية.، بلغ تعداد سكانها 58 حسب تعداد اليمن لعام 2004.